# Alessandro Scappi
Alessandro Scappi (Bologna, 1571 circa – 20 giugno 1650) è stato un vescovo cattolico italiano.

## Biografia
Appartenente ad un'importante famiglia bolognese, dopo essere stato ordinato sacerdote, nel 1618 fu nominato vescovo di Satriano e Campagna. Dal 1621 al 1628 fu nunzio apostolico in Svizzera; nel 1627 fu nominato vescovo di Piacenza.
Durante il suo episcopato nel Regno di Napoli istituì nel 1627 la confraternita del Monte dei Morti con sede nella cappella della Beata Vergine del Carmelo.
In Svizzera promosse la riforma delle abbazie di Pfäfers e Disentis. Nel novembre del 1623, alla dieta comune dei Grigioni tenutasi a Coira, si impegnò a favore dell'esecuzione del trattato di Lindau del 1622, della restituzione dei diritti del capitolo cattedrale di Coira e del ripristino dei conventi di San Lucio e San Nicola a Coira e del monastero di Cazis. Nel 1627 presiedette alla nomina e alla consacrazione del vescovo Joseph Mohr von Zernetz. A Scappi sono intitolati i 18 articoli del 1623 (dieta di Coira), che tentarono di ristabilire la giurisdizione vescovile nei Grigioni nella sua antica estensione e fu un sostegno indispensabile specialmente per Propaganda Fide; collaborò ad una sistemazione pacifica della questione valtellinese.

## Genealogia episcopale e successione apostolica
La genealogia episcopale è:
- Cardinale François de Joyeuse
- Cardinale Jacques du Perron
- Cardinale Roberto Ubaldini
- Vescovo Alessandro Scappi

La successione apostolica è:
- Vescovo Sixt Werner von Vogt von Altensumerau und Prasberg (1626)
- Vescovo Joseph Mohr von Zernetz (1627)